# Tangara schrankii
La tangara de Schrank, tangará carinegra o tangara verdidorada (Tangara schrankii) es una especie de ave paseriforme de la familia Thraupidae, perteneciente al numeroso género Tangara. Es nativa de América del Sur , en el occidente de la cuenca amazónica.

## Hábitat
Se distribuye desde el sureste de Colombia, hacia el este por el sur de Venezuela y noroeste de la Amazonia brasileña, hacia el sur por el este de Ecuador, este de Perú, oeste de la Amazonia brasileña, hasta el oeste de Bolivia.
Esta especie es considerada bastante común a común en sus hábitats naturales: la canopia del bosque húmedo del occidente de la Amazonia, tanto en terra firme, como en las zonas inundables y los bordes del bosque y en los tepuyes, a menos de 1600 m de altitud. Es más numerosa hacia el oeste.

## Descripción
Mide 13,5 a 14 cm de longitud. El plumaje del dorso es verde brillante con listas negras; presenta frente y máscara negras; la corona y la grupa son amarillas; la cola y las alas son negras con amplios bordes azules; la garganta y los flancos son verdes y el pecho y el vientre amarillos.

## Alimentación
Se alimenta frutos y además de insectos que busca en las hojas, principalmente de la parte alta de los árboles.

## Sistemática

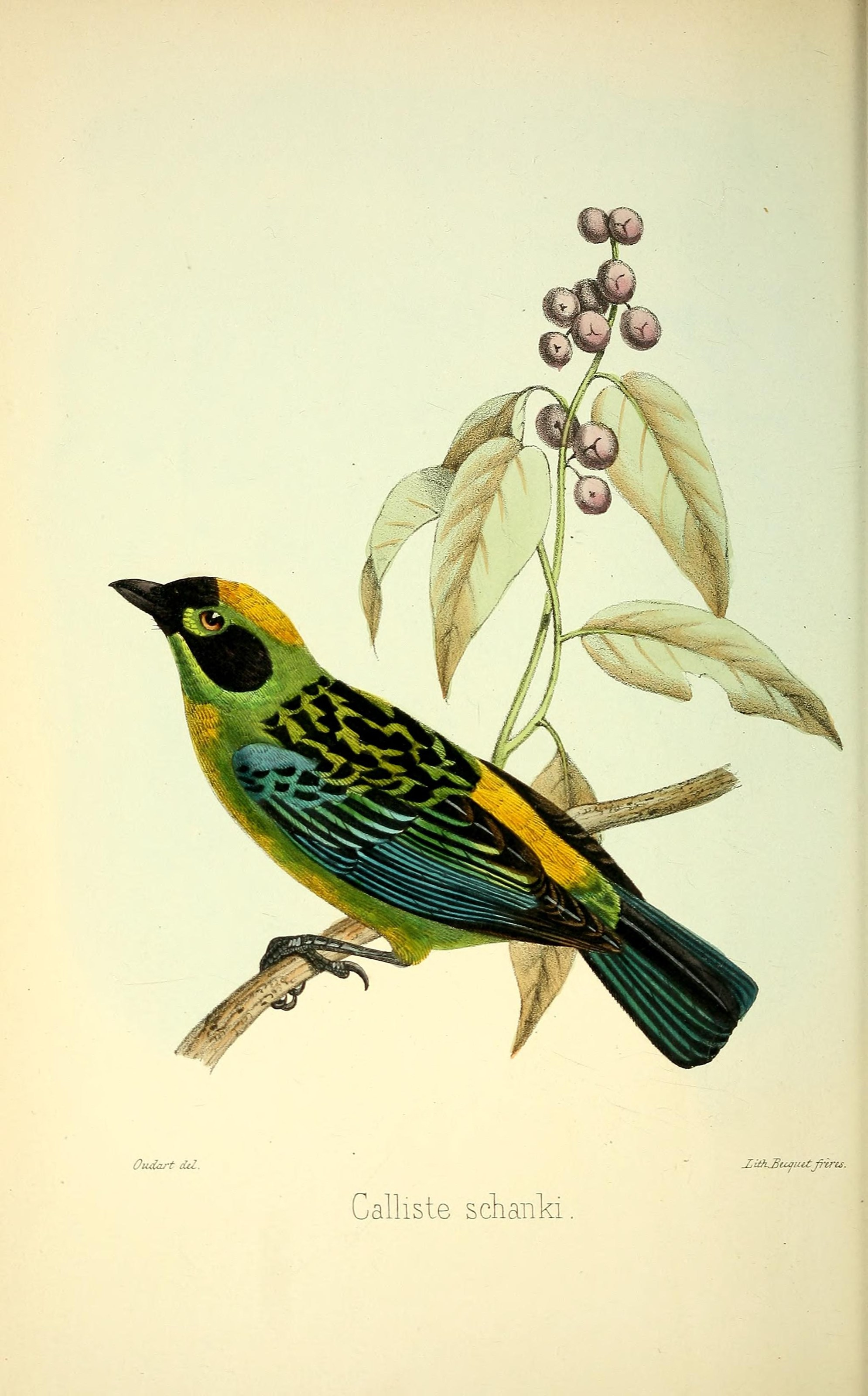
Calliste schrankii = Tangara schrankii, ilustración de Paul-Louis Oudart en A monograph of the birds forming the tanagrine genus Calliste, 1857.

### Descripción original
La especie T. schrankii fue descrita por primera vez por el naturalista alemán Johann Baptist von Spix en 1825 bajo el nombre científico Tanagra schrankii; no fue dada localidad tipo, se asume: «Tabatinga, Río Solimões, Amazonas, Brasil».

### Etimología
El nombre genérico femenino Tangara deriva de la palabra en el idioma tupí «tangará», que significa «bailarín» y era utilizado originalmente para designar una variedad de aves de colorido brillante; y el nombre de la especie «schrankii» conmemora al naturalista y colector alemán Franz von Paula Schrank (1747–1835).

### Taxonomía
Los amplios estudios filogenéticos recientes demuestran que la presente especie es hermana de Tangara johannae, y el par formado por ambas es próximo a un clado formado por Tangara arthus y T. icterocephala + T. florida.

### Subespecies
Según las clasificaciones del Congreso Ornitológico Internacional (IOC) y Clements Checklist/eBird v.2019 se reconocen dos subespecies, con su correspondiente distribución geográfica:
- Tangara schrankii schrankii (Spix), 1825 – del sureste de Colombia al norte de Bolivia y oeste de la Amazonia brasileña.
- Tangara schrankii venezuelana Phelps, Sr & Phelps, Jr, 1957 – sur de Venezuela (sur de Bolívar y este de Amazonas).